# Vigneul-sous-Montmédy
Vigneul-sous-Montmédy is een gemeente in het Franse departement Meuse (regio Grand Est) en telt 99 inwoners (2009). De plaats maakt deel uit van het arrondissement Verdun.

## Geografie
| Aangrenzende gemeenten | Aangrenzende gemeenten | Aangrenzende gemeenten | Aangrenzende gemeenten | Aangrenzende gemeenten |
| ---------------------- | ---------------------- | ---------------------- | ---------------------- | ---------------------- |
| Chauvency-le-Château   |                        | Thonne-les-Près        |                        | Montmédy               |
|                        |                        |                        |                        |                        |
|                        |                        |                        |                        |                        |
|                        |                        |                        |                        |                        |
| Quincy-Landzécourt     |                        | Han-lès-Juvigny        |                        |                        |

De onderstaande kaart toont de ligging van Vigneul-sous-Montmédy met de belangrijkste infrastructuur en aangrenzende gemeenten.

## Demografie
Onderstaande figuur toont het verloop van het inwonertal (bron: INSEE-tellingen).